# Höfen (Stegaurach)
Höfen ([ˈhøːfn̩] ⓘ, bambergisch: Höfn)  ist ein Gemeindeteil der Gemeinde Stegaurach im oberfränkischen Landkreis Bamberg in Bayern.

## Geschichte
Die Gemeinde Höfen (mit den Gemeindeteilen Höfen, Knottenhof, Unteraurach und Waizendorf) wurde im Zuge der Gebietsreform in Bayern mit Wirkung vom 1. Januar 1972 in die Gemeinde Stegaurach eingegliedert.
Am 1. Januar 1918 wurde die Mühle der Familie Boveri samt Feldern, Äckern und Wiesen an eine Treuhandgesellschaft verkauft. Die Familien Walter, Marcella und Robert Boveri einigten sich, nur die Ländereien abzustoßen, jedoch das Schlösschen mit Garten für sich zu behalten. Auf diesem Sommersitz hielt sich die Schriftstellerin Margret Boveri (1900–1975) öfter auf.

## Lage
Das Kirchdorf Höfen liegt rund fünf Kilometer südlich von Bamberg an der Aurach.

## Sehenswürdigkeiten
- Boveri-Schlösschen
- Kirche Mariä Himmelfahrt[5]

## Verkehr
Eine Linie der Omnibus-Verkehrsgesellschaft-Franken (OVF) verbindet den Ort mit Herzogenaurach.
Durch den Ort verläuft der Fränkische Marienweg.